# Попович Людмила Вадимівна
Попович Людмила Вадимівна (10 лютого 1941 року) — український ґрунтознавець, кандидат географічних наук, доцент Київського національного університету імені Тараса Шевченка.

## Біографія
Народилась 10 лютого 1941 року в селі Бачманівка Славутського району Хмельницької області. Закінчила 1962 року Київський університет зі спеціальності «географ-кліматолог», у 1966 році аспірантуру Українського науково-дослідного гідрометеорологічного інституту. У 1966—1975 роках працював молодшим науковим співробітником відділу агрометеорології Українського НДІ гідрометеорології. У 1975—1981 роках викладач, старший викладач, доцент кафедри фізичної географії Київського державного педагогічного інституту імені О. М. Горького. У 1981—1985 роках старший науковий співробітник кафедри фізики і меліорації ґрунтів факультету ґрунтознавства Московського державного університету імені М. В. Ломоносова. У Київському університеті працює з 1985 року старшим викладачем, з 1986 року доцентом кафедри фізичної географії, у 1995—1998 роках доцентом кафедри географії України. Кандидатська дисертація на тему «Термический режим почв территории УССР за теплый период года» захищена у 1972 році.

## Наукові праці
Сфера наукових інтересів: дослідження проблем термічного режиму і теплової меліорації ґрунтів, агрометеорологія, фізична географія, геофізика ландшафтів. Автор понад 30 наукових праць, 1 навчального посібника. Основні праці:
1. Визначення термічних характеристик і теплообміну в ґрунті. — К., 1987.
2. (рос.) Промерзание и оттаивание почвы / Ресурсы поверхностных вод СССР (Западная Украина и Молдавия): Справочник. — К., 1969. Том 6. Выпуск 1.